# Léa Avazeri
Léa Avazeri, née le 11 juin 1998 à Marseille, est une karatéka française.

## Carrière
Elle est médaillée de bronze en kumite par équipe aux Championnats d'Europe de karaté 2018 avec Gwendoline Philippe, Nancy Garcia et Sophia Bouderbane et médaillée d'or de kumite par équipe aux Championnats du monde de karaté 2018 avec Andréa Brito, Leïla Heurtault et Laura Sivert.
Aux Championnats du monde de karaté 2021 à Dubaï, elle est médaillée d'argent de kumite par équipe avec Alizée Agier, Laura Sivert et Jennifer Zameto ; l'équipe française s'incline en finale contre l'Égypte.
Elle est médaillée de bronze en kumite par équipes aux championnats d'Europe 2022 à Gaziantep ainsi qu'aux championnats d'Europe 2023 à Guadalajara et aux championnats d'Europe 2024 à Zadar.